# Кузничи
Ку́зничи (укр. Кузничі) — село, расположенное на территории Городнянского района Черниговской области Украины. Расположено в 10 км на север от райцентра Городни. Население — 278 чел. (на 2006 г.). Адрес совета: 15134, Черниговская обл., Городнянский р-он, село Кузничи, ул. 60-летия Октября, 6 , тел. 3-61-62. Ж/д станция — Кузничи (линия Гомель-Бахмач).
Находится в 10 км на север от районного центра. Железнодорожная станция — Кузничи (линия Гомель-Бахмач).

## История
В 1736 г. в деревне Кузниче насчитывалось 30 казаков
Альтернативное название села исходит из пересказов старожилов поселка что в конце 17 века во времена Азовских походов Петра1 на Крим, было велено в этом месте построить кузни для изговления оружия, амуниции и других изделий. Отсюда и название Кузничи от кузни или кузничие. Теория имеет право на жизнь, так как, вплоть до середины 20 века в селе жили настоящие мастера ковальского дела, в селе состоянием на 1950—1970 годы ещё было 3 действующих кузни, одна из них была расположена на территории колхозного автопарка.

## Известные жители
- Владимир Мегре (родился 23 июля 1950) — писатель.